# Filmårbogen
Filmårbogen er en årbog om film, der er udkommet op til jul siden 1949, og hører til de klassiske danske mandelgaver.
Bogen blev en lang årrække udgivet af Illustrationsforlaget og derefter Carlsen If (som de sidste par år var ejet af Lindhardt og Ringhof). Den indeholder i albumformat en illustreret gennemgang af årets film. 
Oprindeligt omtalte bogen kun udvalgte film, løst beskrevet med vægt på illustrationerne (à la Året fortalt i billeder). Jakob Stegelmann indledte i 1980'erne en grundig revidering af bogens profil og inkluderede en liste over alle spillefilm, der havde dansk biografpremiere i det pågældende år, samt et udvalg af videopremierer plus lister over de vigtigste filmpriser, markante dødsfald etc. Hver filmomtale blev ledsaget af en faktaboks med instruktør, skuespillere osv.
I 1969 skiftede man til et format, som var lidt mindre end det oprindelige, omslaget blev i farver, og der kom enkelte farvebilleder inde i bogen. Fra midten af 1970'erne begyndte farvebillederne at dominere, og fra 1984 var næsten alle illustrationer i farver.
Titlen har i perioder været stavet Film-aarbogen (1949-1968), Film-årbogen og Film årbogen. I 1976-1982 hed serien Årets Bedste Film, og siden 1994 har hver nye årbog været navngivet efter det pågældende år, fx Film 94, Film 2007 etc. Seriens betegnelse i folkemunde vedblev dog at være Filmårbogen. 

## Kopiprodukt
I 2012, hvor den officielle årbogsserie netop var stoppet, udsendte Forlaget Turbulenz en bog med titlen Film 2012. Denne mindede i titel, form og udseende om Filmårbogen, men havde ingen officiel forbindelse til nævnte bogserie og var lavet af andre personer. Desuden var der kun få og meget små illustrationer, og flere af filmomtalerne var påfaldende mangelfulde, fx var der afsat en halv side til kun syv ord om Paranormal Activity 4 og ditto til to sætninger om Skyfall, begge uden illustrationer. Bogen udløste stor skuffelse hos læsere, der havde købt den i den tro, at den hørte med til Filmårbogen-serien, og Turbulenz udsendte ikke flere af typen. 

## Redaktører
- Børge Høst (1949)
- Kaj Berg Madsen (1950-1957)
- Elise Berg Madsen (1958-1968)
- Carl W. Bærentzen (1969-1973)
- Torben Hoyer (1974-1976)
- Vibeke Steinthal (1977-1978)
- Peter E. Hirsch (1979-1980)
- Bo Torp Pedersen (1981)
- Helle Hellmann (1982)
- Jakob Stegelmann (1983-2001, fra 1997 som co-redaktør)
- Peter Risby Hansen (1997-2011)
- Erik Christian Larsen (uofficiel kopibog fra Turbulenz, 2012)

## Medarbejdere og skribenter
- Jørgen Stegelmann (1949)
- Ove Sevel (1949)
- Vladimir Oravsky (1983-1984)
- Nicolas Barbano (1983-2011) (2011 co-redaktør)
- Eva Kamma Kaspersen (2002- ?)
- Jakob Stegelmann (2001 - 2011)
- Ebbe Villadsen (2002-2011)
- David Bjerre (2005- ?)

## Eksterne links
- Film Update: Reception på Filmårbogen (Webside ikke længere tilgængelig)
- Filmårbogen hyldet i Cinemateket Arkiveret 27. september 2011 hos  Wayback Machine
- Berlingske: Film 2008 Arkiveret 13. januar 2009 hos  Wayback Machine

## Fodnoter
1. ↑  "Det er bare mandelgaven til alle film-interesserede" -Filmårbogen anmeldt af Holger Ruppert i B.T., 1984
2. ↑  "Den klassiske mandelgave til filmglade danskere fejrer i år 60 års jubilæum", – Film 2008 anmeldt af Steen Blendstrup i HE+ Video-Traileren nr. 12, 2008
3. ↑  "Arkiveret kopi". Arkiveret fra originalen 27. juni 2019. Hentet 27. juni 2019.